# Omorgus loxus
Omorgus loxus es una especie de escarabajo del género Omorgus, familia Trogidae. Fue descrita científicamente por Vaurie en 1955.
Esta especie se encuentra en México, Brasil, Argentina, Colombia, Costa Rica, Panamá y Guayana Francesa.